# Engystomops pustulosus
Engystomops pustulosus (Cope, 1864) è una specie di anfibi della famiglia Leptodactylidae.